# Estadio Betero
L'Estadio Betero est un stade multifonction à Valence en Espagne. Il est actuellement principalement utilisé pour les matchs de hockey sur gazon et les matchs organisés pour les grandes compétitions.
Le site a organisé les tournois suivants :
- Le Deuxième tour de la ligue mondiale de hockey sur gazon féminin 2012-2013 - Du 25 février au 3 mars 2013.
- Les Demi-finales de la ligue mondiale de hockey sur gazon féminin 2014-2015 - Du 10 au 21 juin 2015.
- Le Deuxième tour de la ligue mondiale de hockey sur gazon féminin 2016-2017 - Du 4 au 12 février 2017.
- La Ligue professionnelle masculine de hockey sur gazon 2019 - Du 19 janvier au 15 mars 2019.
- La Ligue professionnelle masculine de hockey sur gazon 2020-2021 - Du 24 janvier 2020 au 6 février 2021.
- Les Ligues professionnelles masculine et féminine de hockey sur gazon 2021-2022 - Du 4 février au 18 mai 2022.
- La Coupe des nations féminine de hockey sur gazon 2022 - Du 10 au 17 décembre 2022.

Son emplacement est Carrer de Campillo de Altobuey, 1 à Valence.